# Falvak Népe
A Falvak Népe a romániai magyar földművesek (1991-től gazdák) lapja  1932-ben indult, de 1952. július 15. és 1989. december 26. között Falvak Dolgozó Népe címen jelent meg. Kiadói székhelye kezdetben Kolozsvár, később 1951-től Bukarest volt.

## 1932–1933
Megjelent 1932. szeptember 30-tól 1933. március 19-ig Kolozsvárt, Demeter János szerkesztésében. Az első, kommunista irányítás alatt álló nemzeti forradalmi irányzatú lap, amely szembefordult az Országos Magyar Párt (OMP) politikájával, s ugyanakkor harcot folytatott a román polgári pártok nemzetiségelnyomó politikája ellen. Cikkeket közölt a magyar bankok uzsoraügyletei, a csendőr- és adóterror, a nyugdíjasok nyomora s a börtönrendszer ellen, megírta a tanítók kálváriáját. Bár elsősorban a falu átalakuló gazdasági, társadalmi és politikai életében vállalt mozgósító szerepet, rendszeresen jelent meg benne szépirodalmi anyag is: Ady, József Attila, Illyés Gyula, Erdélyi József, Méliusz József verseit, Tamási Áron s – Gyökér István álnév alatt – Nagy István több elbeszélését közölte. Munkás és paraszt fiatalokat buzdított írásra, s támogatta irodalmi kísérleteiket. Utolsó számát elkobozták, s további megjelenését is betiltották.

## 1945–1989
A Falvak Népe 1945. november 18-án indult újra Kolozsvárt a Magyar Népi Szövetség (MNSZ) kiadásában mint a romániai magyar földművesek lapja. Előbb félhavonként, majd 1948. szeptember 10-től hetenként jelent meg százezres példányszámban. Az új folyamot főszerkesztőként Kacsó Sándor jegyzi, a szerkesztést az első években Asztalos István, Horváth István és Kós Balázs végzik. 1950-től Sütő András a főszerkesztő, s Herédi Gusztáv, Katona Szabó István és Román Viktor belső munkatárs. Bár, mint elődje, a falu közügyeit helyezi előtérbe, jelentős szerepe volt az induló irodalmi életben is, olyannyira, hogy kezdetben minden szám megjelenése irodalmi eseménynek számított. Asztalos István, Horváth István, Kacsó, Sütő nem csupán közügyi fogantatású írásokkal, hanem szépírókként is jelen vannak hasábjain. Rendszeres külső munkatárs ebben az időben Balogh Edgár, Csehi Gyula, Gaál Gábor, Kiss Jenő, Kós Károly, Létay Lajos, Nagy István, Szentimrei Jenő, Tamás Gáspár. Tájékoztató történettudományi rovattal László Gyula jelentkezik.
A lap tevékeny szerepet vállalt a korszerű mezőgazdasági ismeretek terjesztésében, segítette a paraszti lakosság bekapcsolódását a demokratikus közigazgatásba, s utat tört a szövetkezeti gondolatnak, ébren tartva a munkássággal való összefogás eszméjét. Kós Balázs érdeme, hogy széles fronton sikerült bevonni a munkába az agrárszakírókat is: Antal Dániel, Bikfalvy Ferenc, Kozán Imre, Kőnig Miklós, Mezei Sándor, Mózes Pál, Nagy Miklós, Opra Pál, Pap István, Stern János, Szász József, Szeghő Dénes, Szász István, Tamás Lajos, Veress István szakcikkei tűnnek fel a lapban, legtöbbjük az 1970-es években is munkatárs. Sok történt a népi műveltség értékeinek tudatosításáért, valamint a magyar irodalmi műveltség terjesztéséért, a helytörténeti ismeretek gyarapításáért (Nánási Zoltán, Szőcs Gyula, Szekernyés János) s fordítások közlésével román írók munkái is szélesebb körökben váltak hozzáférhetővé. Olyan jeles művészek rajzoltak a Falvak Népébe, mint Gy. Szabó Béla vagy Abodi Nagy Béla.
1951 júniusában a szerkesztőség Bukarestbe költözött, s a lap 1952. július 1. óta Falvak Dolgozó Népe címmel jelent meg. Az 1950-es években főleg a mezőgazdaság szocialista átalakításának problémáival foglalkozott. Főszerkesztője 1954-ig Sütő András, utána Kahána Sámuel, Mag Péter, Hegedűs Mihály. 1956–58-ban a Falvak Népe, majd az Előre szerkesztőségi titkára és sportújságírója Sós Árpád. 1959 elején szerkesztését és kiadását az Előre gondjaira bízták, s kerek egy évtizeden át főként fordításokból és az Előre rovataiból juttatott anyagokból állították össze. Önálló lapszerkesztésre – egy a Blénesi Ernő nevéhez fűződő rövid szakaszt leszámítva – kilenc éven át nem került sor. 1968 tavasza új szakaszt nyitott a lap életében. Simonka László vezetésével, aki hamarosan mint az Előre főszerkesztő-helyettese felelt a lapért, fokozatosan újjáépült a szerkesztőség, ugrásszerűen növekszik a külső munkatársak száma, a példányszám pedig háromezerről tízezren felülre emelkedik. Helyzetfeltáró riportok, köztük Kovács László fényképekkel illusztrált riportjai, a nemzetiségi öntudatot ébresztő publicisztikai írások mellett a mezőgazdasági szakműveltség forrásául szolgáló tanulmányok és agrár vonatkozású jegyzetek eredeti közlésével sikerült újra a népszerűséget visszaszerezni.
A mezőgazdasági rovatot 1974 közepéig Nagy Miklós vezette, nevéhez fűződik a lap négyoldalas szakmellékletének, a Mezőgazdasági Útmutatónak a szerkesztése is (1971-74). E rovat jeles szakírói Székely József, Szabó József, Varga András agrármérnökök, mezőgazdasági szakírók. A néphagyományok feltárását végző, a népi műveltség értékrendszerét tudatosító, valamint az irodalmi, zenei, képzőművészeti és tudományos ismeretek terjesztését szolgáló közművelődési rovat szellemi szervezője ugyanebben az időszakban Cseke Péter. A lap riportjait, elemző cikkeit, közügyi jegyzeteit Gy. Szabó Gyula, Zágoni Attila, Hajas István, Bazsó Zsigmond, Muzsnay Árpád és 1978-tól Ferencz S. István írja.
1974 elejétől a lap a Mezőgazdasági és Élelmiszeripari Minisztérium, a Mezőgazdasági Termelőszövetkezetek Országos Szövetsége és a Fogyasztási Szövetkezetek Országos Szövetsége kiadásában jelenik meg az Agricultura Socialistă című hetilapéval közös szerkesztőségi vezetés alatt, önálló költségvetéssel. Főszerkesztő Nicolae Simionescu, felelős szerkesztő Simonka László. A lap újabb akciói közül kiemelendő egy zerindi (1974) és egy homoródszentmártoni képtár kezdeményezése (1979). A megjelent sorozatok közül külön kiadványként hasznos kézikönyvvé vált Nagy Miklós két munkája, a Pillantás a világ mezőgazdaságára (1975) és az Állattenyésztés a nagyvilágban (1978), továbbá Lőrinczi László gazdászé, a Baromfiudvar (1977). A riporttermésből Cseke Péter és Zágoni Attila állított össze antológiát (Kötések sodrában, 1979).

## 1989–1992
A harmadik sorozat 1989. december 26-tól ismét a Falvak Népe címet vette fel, szerkesztette Máthé Dénes. A lap anyagi nehézségek miatt 1992. augusztus 1-jén jelent meg utoljára.

## Mellékletek
A Mezőgazdasági Útmutató című melléklet 1971. szeptember 22. és 1974. február 20. közt jelent meg Nagy Miklós szerkesztésében. A mezőgazdasági szakműveltség terjesztése és a gyakorlati szaktanácsadás mellett a kutatóközpontokban és a kísérleti állomásokon elért eredmények bemutatására vállalkozott, az agrárszakértők mellett megszólaltatva a kutatásban és termelésben dolgozó szakembereket is. Állandó rovatai voltak Csávossy György és Mezei Sándor szőlészeti és borászati sorozata (Pincemester a családban), Lőrinczi László Baromfiudvar, Pap István Fajtatan, Veress István Gyümölcsismereti ábécé, Major Miklós Mezőgazdasági kis meteorológia c. rovata, valamint a szerkesztő Pillantás a világ mezőgazdaságára című kitekintője.